# W pogoni za Czarnym Karłem
W pogoni za Czarnym Karłem – powieść Eugeniusza Morskiego wydana po raz pierwszy w 1957 nakładem Wydawnictwa Poznańskiego w serii Przygoda. Awantura. Sensacja, jedna z nielicznych książek fantastycznonaukowych wydanych w Polsce w latach 50.
Powieść wcześniej, w 1956 r. była drukowana na łamach czasopisma „Nowy Świat”, pod tytułem Na szlakach komet.

## Fabuła
Ziemska ekspedycja naukowa wyprawia się na dwie najbliższe planety: Wenus i Marsa, gdzie napotyka obce formy życia, m.in. elektrozaura.
Autor używa tu neologizmów, opisując świat przyszłości, jak: radaroskop, elektrozaur, etyzm.

## Odbiór
Antoni Smuszkiewicz ocenia, że powieść „poza łatwą rozrywką nie przynosi innych wartości, ani artystycznych, ani poznawczych”. Andrzej Niewiadowski z kolei lokuje powieść wśród konwencjonalnych rozrachunkowych „powieści kontaktowych” opisującą „zmagania człowieka z Kosmosem i własną naturą”. Obaj krytycy nazywają powieść „kosmonautyczną s-f”, pisząc, że „historie innych cywilizacji traktuje jako rodzaj dydaktycznych przypowieści skierowanych pod adresem naszej planety”.